# Lijst van voetbalinterlands Swaziland - Zimbabwe
Deze lijst van voetbalinterlands is een overzicht van alle officiële voetbalwedstrijden tussen de nationale teams van Swaziland en Zimbabwe. De landen hebben tot op heden achttien keer tegen elkaar gespeeld. De eerste ontmoeting, een vriendschappelijke wedstrijd, vond plaats op 5 september 1981 in Mbabane. Het laatste duel, een kwalificatiewedstrijd voor het African Championship of Nations 2024, werd gespeeld in Mbombela (Zuid-Afrika) op 2 november 2024.

## Wedstrijden
| №  | Plaats      | Datum            | Competitie                                        | Wedstrijd            | Uitslag |
| -- | ----------- | ---------------- | ------------------------------------------------- | -------------------- | ------- |
| 1  | Mbabane     | 5 september 1981 | Vriendschappelijk                                 | Swaziland − Zimbabwe | 0 − 2   |
| 2  | Bulawayo    | 14 oktober 1984  | Afrika Cup 1986 kwalificatie                      | Zimbabwe − Swaziland | 3 − 0   |
| 3  | Lobamba     | 4 november 1984  | Afrika Cup 1986 kwalificatie                      | Swaziland − Zimbabwe | 1 − 5   |
| 4  | Harare      | 8 augustus 1993  | Vriendschappelijk                                 | Zimbabwe − Swaziland | 2 − 0   |
| 5  | Lobamba     | 6 september 1993 | Vriendschappelijk                                 | Swaziland − Zimbabwe | 0 − 1   |
| 6  | Lobamba     | 18 juli 1999     | COSAFA Cup 1999                                   | Swaziland − Zimbabwe | 1 − 1   |
| 7  | Harare      | 8 juli 2001      | COSAFA Cup 2001                                   | Zimbabwe − Swaziland | 2 − 1   |
| 8  | Harare      | 5 mei 2002       | COSAFA Cup 2002                                   | Zimbabwe − Swaziland | 0 − 2   |
| 9  | Harare      | 31 augustus 2003 | COSAFA Cup 2003                                   | Zimbabwe − Swaziland | 2 − 0   |
| 10 | Lobamba     | 27 juni 2004     | COSAFA Cup 2004                                   | Swaziland − Zimbabwe | 0 − 5   |
| 11 | Maputo      | 25 juni 2006     | Vriendschappelijk                                 | Swaziland − Zimbabwe | 1 − 2   |
| 12 | Lobamba     | 15 oktober 2014  | Vriendschappelijk                                 | Swaziland − Zimbabwe | 0 − 2   |
| 13 | Lobamba     | 25 maart 2016    | Afrika Cup 2017 kwalificatie                      | Swaziland − Zimbabwe | 1 − 1   |
| 14 | Harare      | 28 maart 2016    | Afrika Cup 2017 kwalificatie                      | Zimbabwe − Swaziland | 4 − 0   |
| 15 | Windhoek    | 11 juni 2016     | COSAFA Cup 2016                                   | Zimbabwe − Swaziland | 2 − 2   |
| 16 | Phokeng     | 2 juli 2017      | COSAFA Cup 2017                                   | Swaziland − Zimbabwe | 1 − 2   |
| 17 | Francistown | 27 oktober 2024  | African Championship of Nations 2024 kwalificatie | Zimbabwe − Swaziland | 0 − 3   |
| 18 | Mbombela    | 2 november 2024  | African Championship of Nations 2024 kwalificatie | Swaziland − Zimbabwe | 1 − 0   |

## Samenvatting
| Competitie                                   | Totaal gespeeld | Winst Swaziland | Gelijk | Winst Zimbabwe | Doelsaldo Swaziland – Zimbabwe |
| -------------------------------------------- | --------------- | --------------- | ------ | -------------- | ------------------------------ |
| Afrika Cup-kwalificatie                      | 4               | 0               | 1      | 3              | 2 − 13                         |
| African Championship of Nations-kwalificatie | 2               | 2               | 0      | 0              | 4 − 0                          |
| COSAFA Cup                                   | 7               | 1               | 2      | 4              | 7 − 14                         |
| Vriendschappelijk                            | 5               | 0               | 0      | 5              | 1 − 9                          |
| Totaal                                       | 18              | 3               | 3      | 12             | 14 − 36                        |

NFAS · 
Swazisch vrouwenelftal
1968 · 
1969 · 
1970 · 
1971 · 
1972 · 
1973 · 
1974 · 
1975 · 
1976 · 
1977 · 
1978 · 
1979 · 
1980 · 
1981 · 
1982 · 
1983 · 
1984 · 
1986 · 
1987 · 
1988 · 
1989 · 
1990 · 
1991 · 
1992 · 
1993 · 
1994 · 
1995 · 
1996 · 
1997 · 
1998 · 
1999 · 
2000 · 
2001 · 
2002 · 
2003 · 
2004 · 
2005 · 
2006 · 
2007 · 
2008 · 
2009 · 
2010 · 
2011 · 
2012 · 
2013 · 
2014 ·
2015 ·
2016 ·
2017 ·
2018 ·
2019 ·
2020 ·
2021 ·
2022 ·
2023 ·
2024
Angola ·
Botswana ·
Burkina Faso ·
Comoren ·
Congo-Brazzaville ·
Congo-Kinshasa ·
Djibouti ·
Egypte ·
Eritrea ·
Gabon ·
Ghana ·
Guinee ·
Guinee-Bissau ·
Kaapverdië ·
Kameroen ·
Kenia ·
Lesotho ·
Libië ·
Madagaskar ·
Malawi ·
Mali ·
Mauritius ·
Mozambique ·
Namibië ·
Niger ·
Nigeria ·
Senegal ·
Seychellen ·
Sierra Leone ·
Soedan ·
Somalië ·
Tanzania ·
Togo ·
Tunesië ·
Zambia ·
Zimbabwe ·
Zuid-Afrika
ZFA ·
Bondscoaches ·
Selecties · 
Topscorers · 
Zimbabwaans vrouwenelftal
1980 – 1989 · 
1990 – 1999 · 
2000 – 2009 · 
2010 – 2019 ·
2020 − 2029
1980 · 
1981 · 
1982 · 
1983 · 
1984 · 
1985 · 
1986 · 
1987 · 
1988 · 
1989 · 
1990 · 
1991 · 
1992 · 
1993 · 
1994 · 
1995 · 
1996 · 
1997 · 
1998 · 
1999 · 
2000 · 
2001 · 
2002 · 
2003 · 
2004 · 
2005 · 
2006 · 
2007 · 
2008 · 
2009 · 
2010 · 
2011 · 
2012 · 
2013 · 
2014 ·
2015 ·
2016 ·
2017 ·
2018 · 
2019 ·
2020 ·
2021 ·
2022 ·
2023
Algerije ·
Angola ·
Australië ·
Bahrein ·
Benin ·
Bosnië en Herzegovina · 
Botswana ·
Brazilië · 
Burkina Faso ·
Burundi ·
Centraal-Afrikaanse Republiek ·
China ·
Comoren ·
Congo-Brazzaville ·
Congo-Kinshasa ·
Djibouti ·
Egypte ·
Eritrea ·
Ethiopië ·
Gabon ·
Ghana ·
Guinee ·
Indonesië ·
Ivoorkust ·
Jordanië ·
Kaapverdië ·
Kameroen ·
Kenia ·
Koeweit ·
Lesotho ·
Liberia ·
Libië ·
Madagaskar ·
Malawi ·
Mali ·
Marokko ·
Mauritanië ·
Mauritius ·
Mozambique ·
Namibië ·
Nigeria ·
Oeganda ·
Oman ·
Rwanda ·
Qatar ·
Saoedi-Arabië ·
Senegal ·
Seychellen ·
Soedan ·
Somalië ·
Swaziland ·
Tanzania ·
Togo ·
Tunesië ·
Vietnam ·
Zaïre ·
Zambia ·
Zuid-Afrika · 
Zwitserland